# Psyllaephagus irvingi
Psyllaephagus irvingi är en stekelart som först beskrevs av Girault 1922.  Psyllaephagus irvingi ingår i släktet Psyllaephagus och familjen sköldlussteklar. Inga underarter finns listade i Catalogue of Life.